# Berijpt kratertje
Het berijpt kratertje (Stictis friabilis) is een schimmel behorend tot de familie Stictidaceae. Hij leeft saprotroof op hout.

## Verspreiding
In Nederlan komt het berijpt kratertje uiterst zeldzaam voor.